# Wybory do Parlamentu Europejskiego na Słowacji w 2004 roku
Wybory do Parlamentu Europejskiego VI kadencji na Słowacji zostały przeprowadzone 13 czerwca 2014. W ich wyniku wybranych zostało 14 europarlamentarzystów. Były to pierwsze w historii wybory do Europarlamentu w tym kraju, przeprowadzone niespełna półtora miesiąca po akcesie Słowacji do Unii Europejskiej. Frekwencja wyborcza wyniosła 16,96%.

## Wyniki wyborów
| Lista wyborcza                                                | Głosy   | %     | Mandaty |
| ------------------------------------------------------------- | ------- | ----- | ------- |
| Słowacka Unia Chrześcijańska i Demokratyczna                  | 119 954 | 17,09 | 3       |
| Partia Ludowa – Ruch na rzecz Demokratycznej Słowacji         | 119 582 | 17,04 | 3       |
| SMER                                                          | 118 535 | 16,89 | 3       |
| Ruch Chrześcijańsko-Demokratyczny                             | 113 655 | 16,19 | 3       |
| Partia Węgierskiej Koalicji                                   | 92 927  | 13,24 | 2       |
| Sojusz Nowego Obywatela                                       | 32 653  | 4,65  | 0       |
| Komunistyczna Partia Słowacji                                 | 31 908  | 4,54  | 0       |
| Wolne Forum                                                   | 22 804  | 3,25  | 0       |
| Słowacka Partia Narodowa i Prawdziwa Słowacka Partia Narodowa | 14 150  | 2,01  | 0       |
| Ruch dla Demokracji i Unia Ludowa                             | 11 914  | 1,69  | 0       |
| Obywatelska Partia Konserwatywna                              | 7060    | 1,00  | 0       |
| Pozostali                                                     | 16 453  | 2,35  | 0       |
| Razem                                                         | 713 308 | 100   | 14      |